# هيلج ألكسندر هاوغان
هيلج ألكسندر هاوغان (بالإنجليزية: Helge Alexander Haugan)‏ هو مصرفي أمريكي، ولد في 26 أكتوبر 1847، وتوفي في 17 مايو 1909.